# William Beardmore
William Beardmore (3. listopadu 1877 Oakamoor, hrabství Staffordshire – 10. března 1959 Daliměřice u Turnova) byl britský učitel jazyků a překladatel z angličtiny usazený v Čechách. Po vzniku samostatného Československa se stal zaměstnancem čs. Ministerstva zahraničních věcí a významně se zasloužil o zahraniční šíření povědomí o novém státě. Roku 1937 mu prezident republiky Edvard Beneš udělil nejvyšší československé státní vyznamenání, řád Bílého lva.

## Život
Narodil se v obci Oakmoore v hrabství Staffordshire na severozápadě Anglie v nemajetné rodině. Po absolvování středního vzdělání byl přijat na univerzitu v Oxfordu, kde vystudoval anglický jazyk a následně začal působit jako učitel jazyků. I se svou ženou Mary se následně odstěhovali z Británie do Rakouska-Uherska a William si zřídil jazykovou školu v severočeském Jablonci nad Nisou. Jelikož byl podnik úspěšný, zakoupil pro svou rodinu vilu v Daliměřicích u Turnova, kde následně Beardmorovi žili. Po začátku první světové války byla rodina, jakožto státní příslušníci nepřátelské mocnosti Trojdohody, vystavena perzekucím a sledováním policií pro podezření ze špionáže.

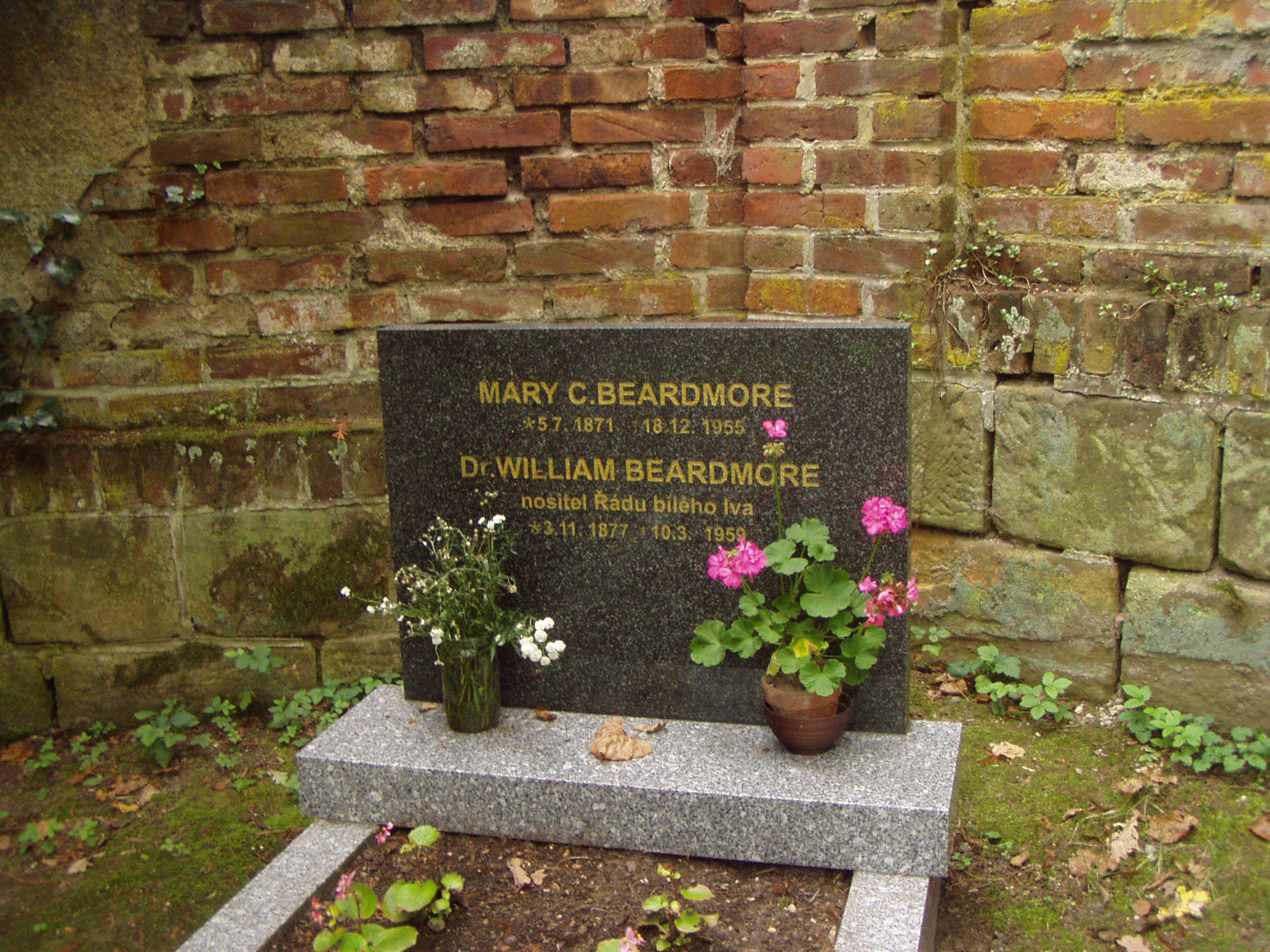
Hrob manželů Beardmoreových na turnovském městském hřbitově

Po vzniku Československa 28. října 1918, který Beardmore uvítal, přijal roku 1919 nabídku na místo v propagačním a informačním oddělení zpravodajské služby československého Ministerstva zahraničních věcí. Zde díky své jazykové vybavenosti a literárnímu nadání aktivně působil zpočátku především ve věci zvýšení povědomí o nově vzniklém středoevropském státě. Stal se také jedním z prvních překladatelů prací prezidenta republiky T. G. Masaryka do angličtiny, pro britskou encyklopedii Britanicca pak vytvořil obsáhlé heslo Czechoslovakia. Působil rovněž jako československý dopisovatel pařížské redakce listu New York Herald Tribune či týdeníku The Central European Observer. Za svou práci byl prezidentem Edvardem Benešem roku 1937 dekorován Řádem Bílého lva IV. třídy.
Ze služeb ministerstva odešel roku 1938 pod vlivem událostí Michovské dohody a následné německé okupace Čech a Moravy roku 1939, před jejichž hrozbami ve své mnoholeté práci vytrvale varoval. Během druhé světové války byl po jistou dobu internován v koncentračním táboře pro cizince. Jeho synové pak bojovali v československých jednotkách ve Spojeném království. Po osvobození Československa se do své funkce na ministerstvu vrátil, ale po okolnostech února 1948 a nastolení komunistického režimu v Československu roku 1949 úřad opustil. V penzi si pak přivydělával jako soukromý učitel angličtiny a korektor.
William Beardmore zemřel 10. března 1959 v Daliměřicích u Turnova ve věku 81 let a byl pochován na turnovském městském hřbitově.

## Dílo

### Překlady
- A short history of Czechoslovakia (Kamil Krofta: Malé dějiny československé, 1935)[4]